# Pleißenland

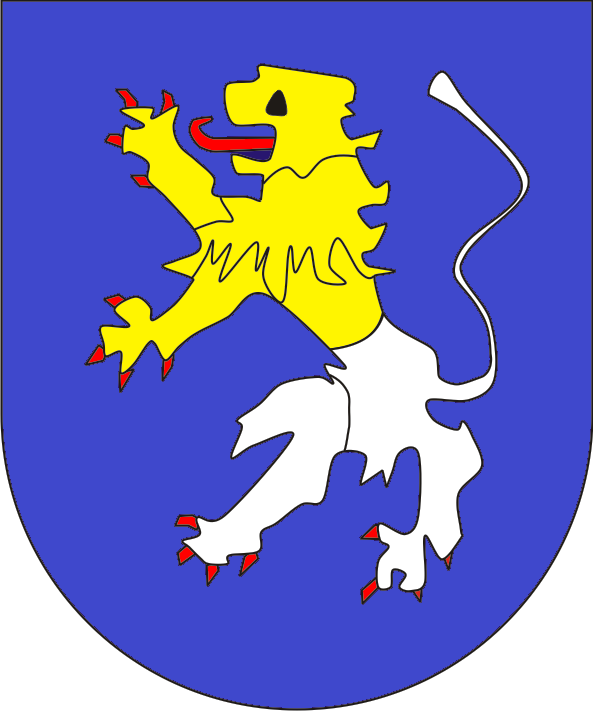
Wapen gevoerd door de hertogen van Saksen voor Pleißen

Pleißenland is een historisch gebied in Duitsland.
In 1158 droeg keizer Frederik I de burchten Leisnig en Colditz, de vesting Lausick over aan het Heilige Roomse Rijk. Deze overdracht werd verenigd met het rijksgebied rond Altenburg en groeide uit tot het rijksgebied Pleißenland. Na 1170 verleende de keizer stadsrechten aan Chemnitz, Zwickau en Altenburg, wat getuigt van een planmatige aanpak om het rijksgebied uit te bouwen. Keizer Frederik II droeg het land over aan markgraaf Albrecht de Ontaarde als onderpand voor de huwelijksschat die hij moest betalen voor het huwelijk van zijn dochter Margaretha met markgraaf Albrecht. Deze verpanding van het Pleißenland met de steden Altenburg, Zwickau en Chemnitz is nooit meer tenietgedaan en vormde het begin van het verval van het complex van rijksgebieden Pleißenland, Vogtland en Egerland.
Bij de deling van 1263 binnen de markgrafelijke familie van Meißen kwam het Pleißenland met het landgraafschap Thüringen en het paltsgraafschap Saksen aan Albrecht de Ontaarde. Koning Rudolf I loste het pandschap in, maar zijn opvolger koning Adolf van Nassau verpandde het in 1292 aan het koninkrijk Bohemen.  In 1294 benoemde de koning Hendrik van Plauen tot landrichter voor het Pleißenland. Koning Albrecht I benoemde koning Wenceslaus II van Bohementot rijksvicaris (stadhouder) voor het markgraafschap Meißen, het Osterland en het Pleißenland. Koning Albrecht I ontnam de koning van Bohemen in 1304 het rijksvicariaat om het zelf uit te oefenen.
Na de slag bij Luckau in 1307 verloor de koning zijn invloed in het gebied en kwam het huis Wettin stap voor stap weer in het bezit van zijn landen. In 1324 bestemde keizer Lodewijk de Beier het Pleißenland als huwelijksgift voor het huwelijk van zijn dochter Mechtild met markgraaf Frederik II van Meißen. Toen Frederik II in 1329 meerderjarig werd, droeg de keizer aan hem o.a. over: het burggraafschap Altenburg en het Pleißenland met de rijkssteden Altenburg, Chenitz en Zwickau.
Bij de deling van 1382 kwam Pleißenland aan markgraaf Willem I van Meißen en bij de deling van 1415 aan markgraaf Willem II van Meißen.